# Lucas 1

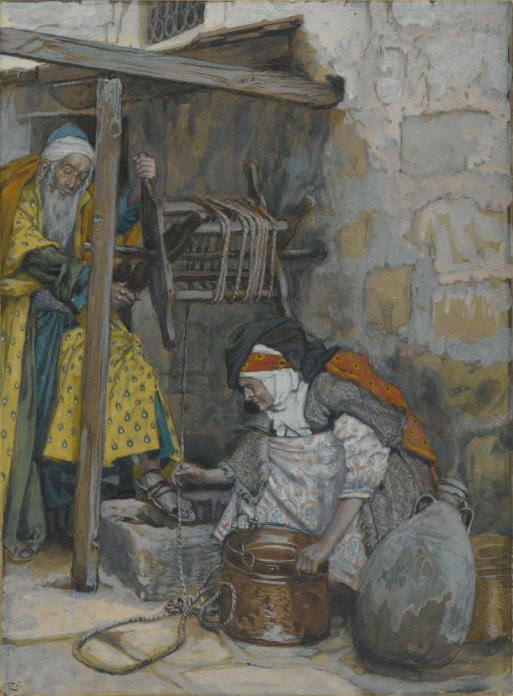
Zacarias e Isabel, os pais de João Batista. Lucas 1 contém o único relato conhecido da família de João Batista.
Entre 1886 e 1894. Por James Tissot, atualmente no Brooklyn Museum, em Nova Iorque.

Lucas 1 é o primeiro capítulo do Evangelho de Lucas no Novo Testamento da Bíblia e um dos mais longos de todos os Evangelhos, com 80 versículos. Ele descreve os eventos que levam ao nascimento de Jesus. O autor nomeia o destinatário, Teófilo, que é provavelmente uma pessoa real (e desconhecida) ou pode apenas ser um termo utilizado para cumprimentar um companheiro cristão, pois os termos gregos "theos" ("deus") e "philos" ("amar") significam "Que ama Deus". Os Atos dos Apóstolos, que podem ser considerados como um segundo volume do mesmo autor, começa da mesma forma em Atos 1. O título "Evangelho de Lucas", encontrado em muitas Bíblias e alguns manuscritos foram acrescentados posteriormente sem indicação de que tenham sido originalmente parte do texto. O texto de todo este evangelho é provavelmente anônimo, mas já desde os primeiros anos do cristianismo a tradição tem sido uniforme em afirmar que Lucas seria o autor deste evangelho e dos Atos dos Apóstolos.
Nas palavras do próprio Lucas, «Tendo muitos empreendido fazer uma narração coordenada dos fatos que entre nós se realizaram, como no-los transmitiram os que foram deles testemunhas oculares desde o princípio, e ministros da palavra; também a mim, depois de haver investigado tudo cuidadosamente desde o começo, pareceu-me bem, excelentíssimo Teófilo, dar-te por escrito uma narração em ordem, para que conheças a verdade das coisas em que foste instruído.» (Lucas 1:4) Desta forma, ele reivindica para seu texto uma acuracidade histórica, uma afirmação disputada por muitos autores. Lucas afirma claramente ainda que há outros relatos sobre Jesus circulando e que os conhece. Ele também afirma que não é uma testemunha ocular, pois pertence à geração posterior, que recebeu informações diretamente delas. Alguns afirmam que Lucas desta forma afirma estar recebendo suas informações dos discípulos e dos apóstolos, uma hipótese que é confirmada pela antiga tradição de que Lucas teria sido um discípulo de Paulo. Lucas, porém, não afirma explicitamente ter conhecido ou entrevistado os discípulos em seu Evangelho e alguns autores afirmam que esta "transmissão" teria se dado através de tradições e outros documentos sobre Jesus, estes sim originários das testemunhas da geração anterior, que Lucas teria estudado cuidadosamente, e não necessariamente de alguém que ele conheceu pessoalmente. Já nos Atos dos Apóstolos, como em Atos 20:5–7 e Atos 15:, Lucas reconta eventos nos quais está junto com Paulo.
Segundo Robert J. Karris "Apenas Lucas entre os evangelistas introduz sua obra com uma sentença grega periódica e bem montada". Lucas utiliza a palavra "epeidēper" para começar o livro, uma palavra que só ocorre neste ponto de toda a Bíblia grega, e "diēgēsis" para "um relato", um termo que, fora de contexto, pode significar o relato de uma estória, mas, quando comparado com outros usos da mesma época, como nas obras de Josefo, deve ser entendido como significando um "relato bem planejado", embora seja possível que ele tenha utilizado o termo novamente, no sentido original, em Lucas 8:39. Lucas utiliza a palavra "kathexēs" para "coordenada", o que pode ser entendido como um relato lógico, espacial ou cronológico. Karris argumenta que a utilização desta palavra também nos Atos é um indicativo de que Lucas estava compondo em uma sequência lógica, construindo um argumento lógico para sua visão de Deus realizando suas promessas através de Jesus. Muitos estudiosos viram paralelos entre este estilo e as aberturas em grego das histórias de Heródoto e Tucídides, além de manuais e tratados científicos do período helenístico.

## Os pais de João Batista
Lucas começa revelando o que ele acredita ser uma realização das promessas de Deus. Ele nos dá uma descrição dos pais de João Batista, que, segundo ele, eram Zacarias, um sacerdote da turma de Abias, e Isabel, uma descendente de Aarão, ambos já ficando idosos sem ainda um descendente. A época, segundo Lucas, seria o reinado de «Herodes, rei da Judeia» (Lucas 1:5), quase certamente uma referência a Herodes, o Grande.
Zacarias estava trabalhando um dia e segue para Templo para acender incenso. Nesta época, os sacerdotes serviam no Templo uma vez por semana, duas vezes por ano, o que requeria vinte e quatro divisões de sacerdotes. No original grego, Lucas escreve "kai egeneto"), uma expressão que significa "ora" ou "Aconteceu que" ou "Certa vez", uma versão que é seguida por muitas traduções da Bíblia, como a Almeida Corrigida e Revisada Fiel ou Nova Versão Internacional, mas não na Tradução Brasileira da Bíblia (Lucas 1:8). Alguns estudiosos vêem nisto uma tentativa do autor de imitar o estilo da Septuaginta para tentar fazer seu relato soar mais parecido com as escrituras judaicas.
O anjo Gabriel aparece para ele e conta que ele logo terá um filho que deverá ser chamado de João, que ele não deve permitir que ele tome bebidas alcoólicas e que ele «será cheio do Espírito Santo» (Lucas 1:15). A proibição é interpretada como sendo uma referência a Números 6:3, que estipula a abstinência como requisito para ser um nazarita. Zacarias duvida do anjo, que lhe tira a fala. Atônito, ele deixa o Templo e volta pra casa mudo. Isabel logo fica grávida e diz: «Assim me fez o Senhor nos dias em que ele pôs os olhos sobre mim, para acabar com o meu opróbrio entre os homens» (Lucas 1:25), uma referência ao fato de que a infertilidade era geralmente tida como uma prova da desgraça perante Deus.
Há muito debate sobre a historicidade desta informação, pois os céticos rejeitam imediatamente aparições angélicas e intervenções divinas na história. Seja como for, é inteiramente possível que os pais de João tenham passado a maior parte da vida sem ter filhos até a concepção de João. Alguns estudiosos afirmam que Lucas teria tomado uma tradição ou evento histórico, recebido por ele, e interpretado-o como um evento do Antigo Testamento, especificamente a ordem dos fatos — o anúncio, a criança recebendo o nome e a discussão sobre seu destino — encontrado no relato sobre Ismael, em Gênesis 16:11–12, e Isaac, em Gênesis 17:19. Abraão e Sara também só tiveram filho em idade avançada. Josias foi anunciado da mesma forma em I Reis 13:12, assim como o rei Salomão em I Crônicas 22:9–10. A profecia de Emanuel, em Mateus 1:23, é uma referência a Isaías 7:14–17. Outros autores defendem um padrão com cinco passos, acrescentando a objeção e os sinais confirmatórios. Gabriel apareceu também para Daniel em Daniel 9:21.

## Anunciação

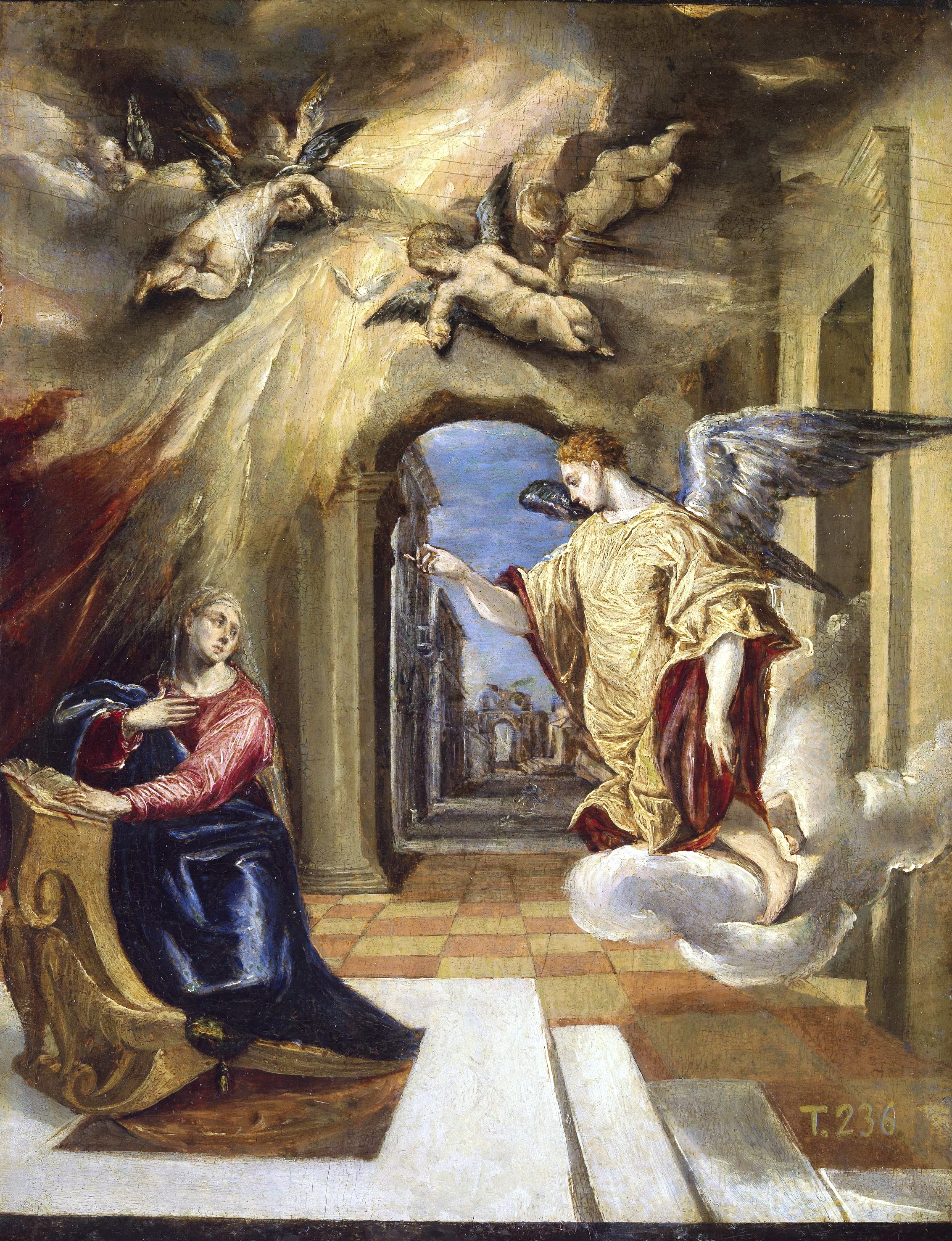
Anunciação, por El Greco, no Museu do Prado

Continuando seu relato, Lucas conta a história da visita de Gabriel a Maria em Nazaré, para informá-la de sua iminente concepção virginal por Deus, uma diferença em relação ao relato em Mateus 1 (Mateus 1:20), que relata um anjo não nomeado aparecendo para José só depois de descobrir que ela estava grávida.
Gabriel a cumprimenta e Maria revela não entender o motivo pela qual ela foi escolhida, ao que o anjo responde que ela foi agraciada por Deus, que terá um filho e que deverá chamá-lo de Jesus, que «...será chamado Filho do Altíssimo; o Senhor Deus lhe dará o trono de seu pai Davi, e ele reinará eternamente sobre a casa de Jacó, e o seu reino não terá fim.» (Lucas 1:32–33) Este padrão é similar ao já utilizado no anúncio do nascimento de João e revela novamente o tema da realização das promessas de Deus. Maria responde ao anjo que é virgem, mas Gabriel afirma que Deus lhe dará o filho e, por isso, ele será o Filho de Deus. Em seguida, ele conta que a sua parente Isabel, apesar de idosa, está também grávida e parte. Segundo ele, Maria é virgem e descende, de alguma forma, de Aarão, mas que Jesus irá herdar o trono de seu "pai" Davi. Em sua genealogia de Jesus, no capítulo 3, Aarão não aparece listado como ancestral em sua linhagem davídica e, portanto, sua descendência a partir de Davi deve ser, segundo Lucas, legal e não biológica.
Em Daniel 9:24–27, Gabriel relata a profecia das setenta semanas e o "Ungido" ("Messias"). Alguns exegetas defendem que, se somados os 180 dias que Isabel já estava grávida antes da concepção de Maria, mais os 270 dias da gravidez dela e os quarenta dias da "purificação" em Lucas 2:22, chega-se a 490 dias ou setenta semanas. Para eles, esta seria a realização de uma profecia, mas os céticos tendem a contra-argumentar que Lucas pode estar construindo uma história justamente para cumprir o que ele entende como requisitos para a realização desta mesma profecia. A promessa de um Messias da Casa de Davi está em 2 Samuel 7:1–29.

## Maria e Isabel

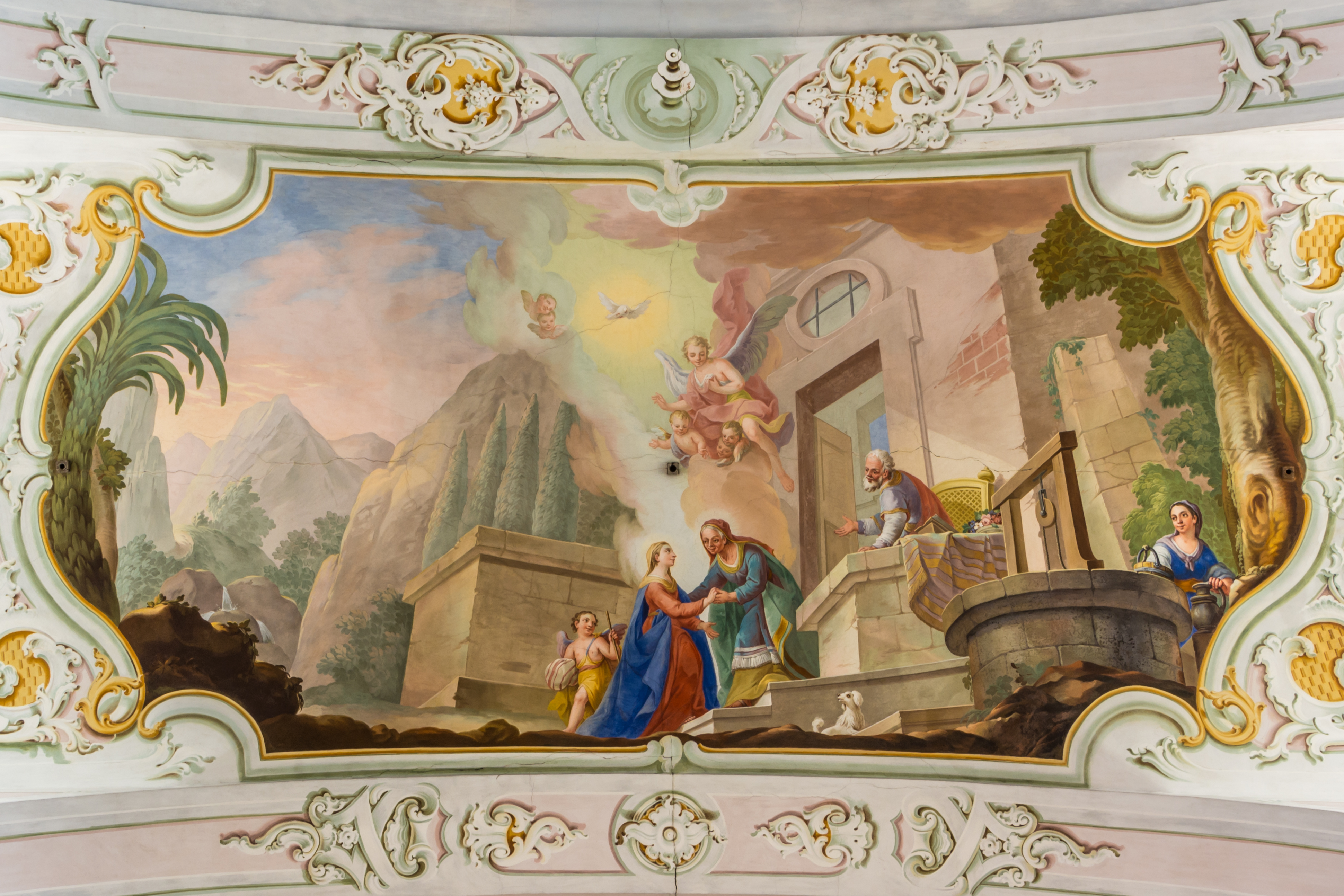
Visitação.
1773. Por Josef Adam Mölk, numa igreja em Maria Langegg, na Áustria.

Logo depois, Maria vai visitar Isabel que, ao encontrá-la, sente João se movimentando em seu útero e «ficou cheia do Espírito Santo» (Lucas 1:41), o que pode ser uma referência a Gênesis 25:22. Isabel elogia Maria e esta, num trecho hoje conhecido como Magnificat, elogia a Deus. Ela primeiro agradece a Deus por favorecer alguém tão humilde quanto ela e elogia a Deus por sua misericórdia e o socorro dado ao seu povo. Muitos estudiosos acreditam que este discurso de Maria teria sido baseado na Canção de Ana em I Samuel 2:1–10.
Em Lucas 1:51–53, Lucas utiliza o tempo pretérito seis vezes, implicando que a concepção de Jesus já teria realizado ou está realizando as promessas de Deus. Eles tratam da queda dos orgulhosos e dos ricos em favor dos mais humildes, o que pode ser uma afirmação genérica ou uma alusão a Israel e seus governantes gentios.
Maria em seguida menciona Abraão novamente, ligando mais uma vez os eventos à Aliança original. Maria fica por mais três meses e parte pouco antes do nascimento de João, uma viagem (entre Nazaré e Jerusalém) considerada improvável por muitos céticos, mas certamente não impossível.

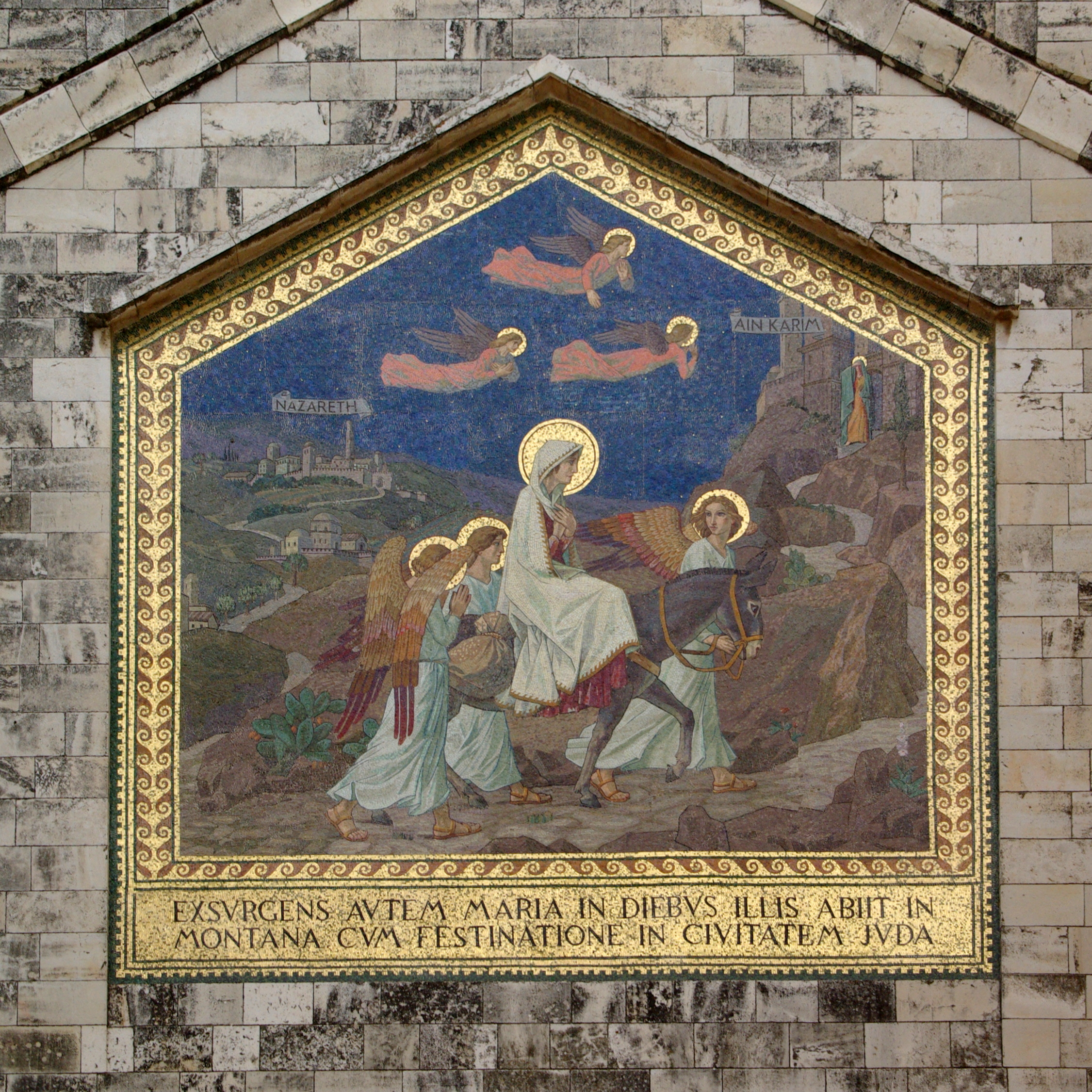
Maria viaja para visitar sua parente Isabel.
Mosaico na Igreja da Visitação, em Jerusalém.

## Nascimento de João Batista
Na ocasião do nascimento do filho de Isabel, amigos e vizinhos chegam para circuncidá-lo e tentam chamá-lo em homenagem ao seu pai, mas a mãe protesta e Zacarias, ainda mudo, escreve que seu nome será João, o que imediatamente lhe traz a voz de volta. Ele então recita o famoso Cântico de Zacarias, elogiando Deus. Lucas retoma o relato e afirma apenas que João cresceu e seguiu para o deserto.
A primeira parte do cântico elogia Jesus, ainda não nascido, em Lucas 1:68–75. A segunda (Lucas 1:76–77) elogia João Batista e profetiza sobre sua vida. Os dois versículos seguintes voltam o relato para Jesus. Raymond E. Brown defende que estas três seções podem ser hinos judeo-cristãos ligados por Lucas. Uma tese bastante difundida é que o Magnificat, o Cântico de Zacarias e as duas canções do capítulo 2, Gloria in Excelsis Deo e Nunc dimittis, teriam sido acrescentados por Lucas à sua composição original a partir de uma coleção de hinos escritos em grego. Uma minoria dos estudiosos acreditam que os dois primeiros podem ser hinos judaicos apropriados pelos cristãos, mas seus hinos nesta época refletem uma esperança futura pelo socorro de Deus à situação de Israel e não, como é o caso, uma visão de promessa já realizada. Um terceiro grupo, também minoritário, argumenta que estes hinos teriam sido compostos em aramaico ou hebraico e seriam parte do testemunho original, o que lhes reforçaria o argumento pela historicidade dos hinos. É geralmente consenso que se tratam de hinos muito antigos, provavelmente compostos antes de outras canções encontradas no Novo Testamento (como a de Filipenses 2:6–11).

## Conclusão
Este capítulo é o único relato contemporâneo sobre a família de João Batista, na Bíblia ou fora dela. Segundo Brown, a narrativa ecoa os nascimentos de Sansão (Juízes 13:24–25) e Samuel (I Samuel 2:21). Não se sabe a fonte de Lucas para esta informação, um tema frequentemente debatido. Mesmo se a hipótese Q estiver correta, estas histórias sobre os nascimentos de João e Jesus não estariam nele e não estão também no Evangelho de Marcos. Lucas não fala nada sobre um anjo visitando José, o que sugere que Mateus ou Lucas teriam recebido suas informações sobre o tema de fontes diferentes ou que Lucas tinha acesso a ambas as versões, sabia que Mateus já estava circulando e apenas preencheu o que faltava em seu relato.